# Демироль, Альпер
Альпер Эмре Демироль (швед. Alper Emre Demirol; род. 1 октября 2002, Стокгольм) — шведский футболист, полузащитник клуба «Хаммарбю».

## Клубная карьера
На юношеском уровне выступал за стокгольмские «Хаммарбю», «Юргорден» и «Броммапойкарну». В 2021 года вместе с юношеской командой «Хаммарбю» добрался до финала юношеского чемпионата Швеции, где уступил сверстникам из «Гётеборга».
С 2022 года начал привлекаться к тренировкам со взрослой командой «Хаммарбю». Впервые в официальную заявку основной команды попал 20 февраля 2022 года на матч группового этапа кубка Швеции с «Фалькенбергом». Через шесть дней первый раз появился на поле в игре с «Юттерхогдалем», заменив в середине второго тайма Йеппе Андерсена и заработав жёлтую карточку в конце игры. Параллельно выступал за фарм-клуб — «Хаммарбю Таланг» в первом дивизионе. 26 июня дебютировал в чемпионате Швеции в игре с «Хеккеном», выйдя на замену на 82-й минуте вместо Нахира Бесары.

## Достижения
Хаммарбю:
- Финалист Кубка Швеции: 2021/2022

## Клубная статистика
| Выступление       | Выступление      | Выступление      | Лига | Лига | Кубки | Кубки | Конт. кубки | Конт. кубки | Итого | Итого |
| Клуб              | Лига             | Сезон            | Игры | Голы | Игры  | Голы  | Игры        | Голы        | Игры  | Голы  |
| ----------------- | ---------------- | ---------------- | ---- | ---- | ----- | ----- | ----------- | ----------- | ----- | ----- |
| Хаммарбю          | Алльсвенскан     | 2022             | 1    | 0    | 1     | 0     | 0           | 0           | 2     | 0     |
| Хаммарбю          | Итого            | Итого            | 1    | 0    | 1     | 0     | 0           | 0           | 2     | 0     |
| → Хаммарбю Таланг | Дивизион 1       | 2022             | 5    | 0    | 0     | 0     | 0           | 0           | 5     | 0     |
| → Хаммарбю Таланг | Итого            | Итого            | 5    | 0    | 0     | 0     | 0           | 0           | 5     | 0     |
| Всего за карьеру  | Всего за карьеру | Всего за карьеру | 6    | 0    | 0     | 0     | 0           | 0           | 6     | 0     |